# Fira Mediterrània de Manresa

La Fira Mediterrània de Manresa (en français : Foire méditerranéenne de Manrèse) est un marché de nouvelles créations artistiques qui s’inspirent de la tradition catalane et caractéristique du pourtour de la Méditerranée. Elle a lieu chaque année à Manresa, située dans la province de Barcelone, depuis 12 éditions, pendant le premier week-end de novembre.
Il s’agit dans leur majorité de spectacles catalans, mais l’éventail s’élargit à d’autres zones de la Méditerranée: jusqu’à présent, des artistes très proches comme de l’Occitanie ou du Piémont, et aussi de plus loin, comme de Grèce ou du Liban, du Maghreb au proche-orient, sont passés par le Salon.
Pendant quatre jours, artistes et professionnels se rassemblent pour développer leurs activités, détecter de nouvelles tendances, échanger … autour de multitude de débats, rencontres, conférences, débats et projections. Les artistes -plus de 100 troupes et bandes- retenus pour participer à ce salon se produisent devant des programmateurs du monde entier, agents artistiques, labels présents sur le marché, mais également devant un public curieux de découvrir de nouveaux talents. Attirés par cette offre exceptionnelle, près de 1000 programmateurs, 120 exposants et 125 journalistes accrédités du monde entier s’inscrivent à la Fira Mediterrània de Manresa.
Grâce à cet échange professionnel, d’autres objectifs sont atteints :
- Encourager la création de nouvelles productions artistiques de qualité et les rapprocher du grand public
- Internationaliser les créations artistiques faites en Catalogne
- Devenir un point d’exposition principale pour le secteur: plus de 200 spectacles
- Agir comme point de rencontre entre des professionnels venant de la Méditerranée
- Créer un forum de collaboration entre les différentes régions de la Méditerranée

## Discographie
- 12 Mediterrània. Fira d'espectacles d'arrel tradicional, Sons de la Mediterrània, 13, 2009.
- 11 Mediterrània. Fira d'espectacles d'arrel tradicional, Sons de la Mediterrània, 7, 2008.
- 10ª Mediterrània. Fira d'espectacles d'arrel, Sons de la Mediterrània, World Music Magazine, 87, 2007.
- 9a Fira Mediterrània d'espectacles d'arrel tradicional, Folc, World Music Magazine, 81, 2006.
- 8ª Fira d'espectacles d'arrel tradicional Mediterrània, Folc, 25, 2005.
- Mediterrània. 7ª Fira d'espectacles d'arrel tradicional, Folc, 19, 2004.
- 6ª Fira d'espectacles d'arrel tardicional a Manresa, Folc, 14, 2003.
- Fira d'espectacles d'arrel tradicional Manresa, Folc, 9, 2002.
- Fira d'espectacles d'arrel tradicional, Folc, 5, 2001.
- 3a Fira d'espectacles d'arrel tradicional de Manresa, Folc, 1, 2000.